# 雅库伊皮
雅库伊皮是巴西阿拉戈斯州的一个市镇。总面积216.76平方公里，总人口6675人，人口密度30.8人/平方公里。